# 国防大学 (韩国)
国防大学（：／）是韩国国防部下屬国立军事大学。最初位於首爾特別市恩平區與京畿道高陽市，後隨2017年9月革新都市遷至忠清南道論山市。2008年时校长为方孝福，2010年为朴昌明，2011年为林官彬